# De Punt
De Punt (53° 07′ N, 6° 36′ L) é uma cidade dos Países Baixos, na província de Drente. De Punt pertence ao município de Tynaarlo, e está situada a 11 km, a sul de Groningen.
A área de De Punt, que também inclui as partes periféricas da cidade, bem como a zona rural circundante, tem uma população estimada em 240 habitantes.